# Nikolai Shin
Nikolai Shin(Николай Шин, 신순남; Dalnegorsk, Krai do Litoral, União Soviética, 1928- Tashkent, 18 de agosto de 2006) foi um pintor uzbeque de ascendência coreana. 
Em 1937 foi deportado com a sua família para a Ásia Central.[carece de fontes?]
Em 1949 se licenciou-se na escola de belas artes de Tasquente, e a sua obra começou a considerar-se depois do Festival Mundial da Juventude e dos Estudantes de 1957 em Moscovo. O diretor Kim So-young realizou um documentário sobre a sua vida em 2000:  Sky-Blue Hometown . 